# Julien Depuychaffray
Julien Depuychaffray (Bougival, 6 marzo 1907 – Parigi, 8 ottobre 1942) è stato un lottatore francese, specializzato nella lotta libera. Rappresentò la Francia ai Giochi olimpici estivi di Los Angeles 1932, dove venne eliminato al terzo turno, classificandosi quinto, nel torneo dei pesi gallo.